# 賓夕法尼亞 (阿拉巴馬州)
賓夕法尼亞（英語：Pennsylvania）是一個位於美國阿拉巴馬州莫比爾縣的非建制地區。該地的面積和人口皆未知。

## 地理
賓夕法尼亞的座標為30°52′24″N 88°02′51″W / 30.87333°N 88.04750°W，而該地的平均海拔高度為6米（即20英尺）。